# Okręg południowy Kościoła Zielonoświątkowego w RP

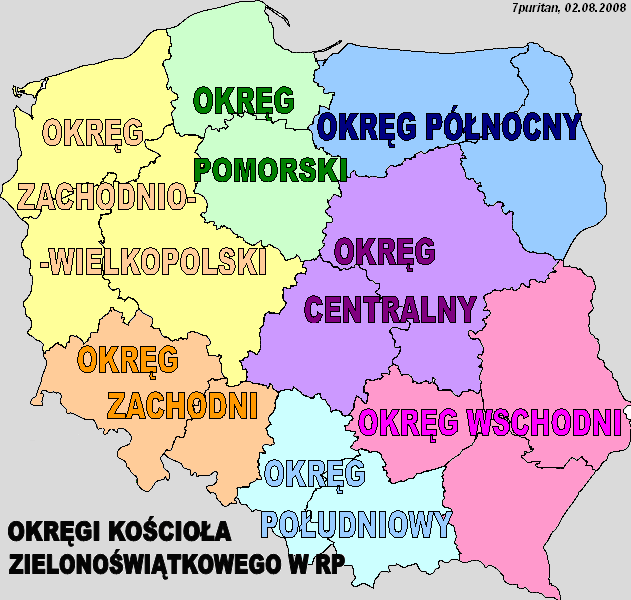
Okręgi Kościoła Zielonoświątkowego w RP

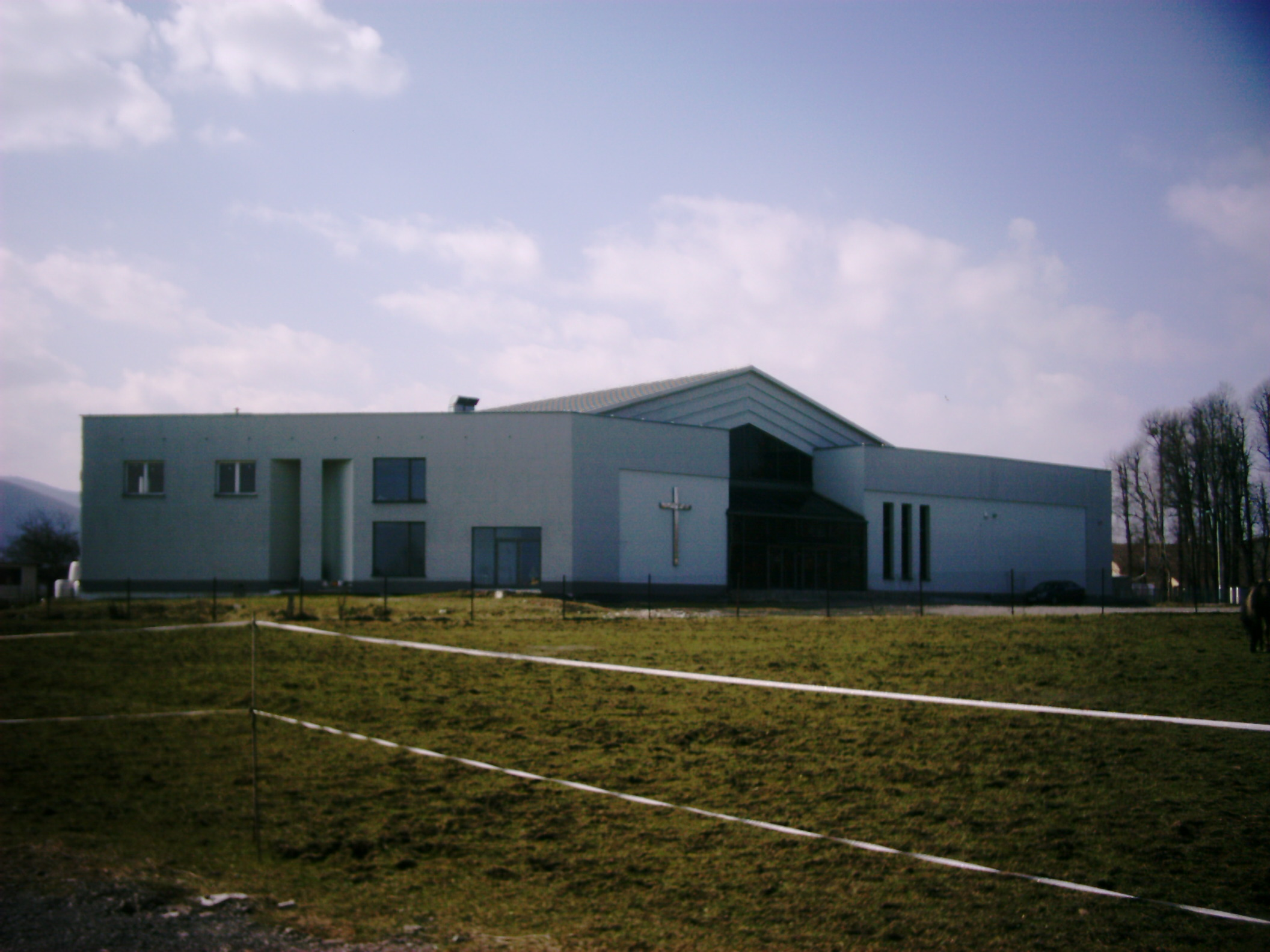
Zbór „Filadelfia” w Bielsku-Białej

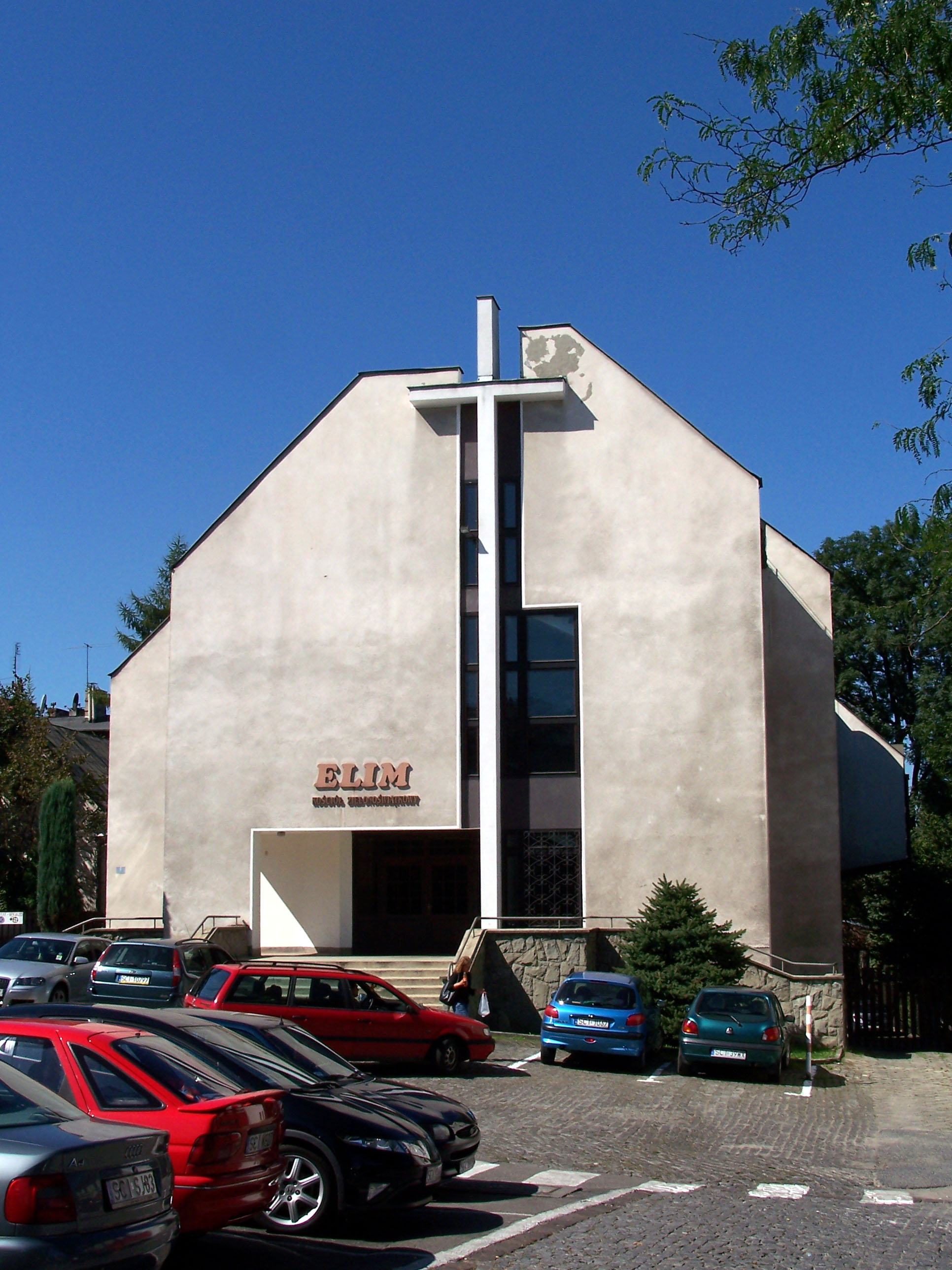
Zbór „Elim” w Cieszynie

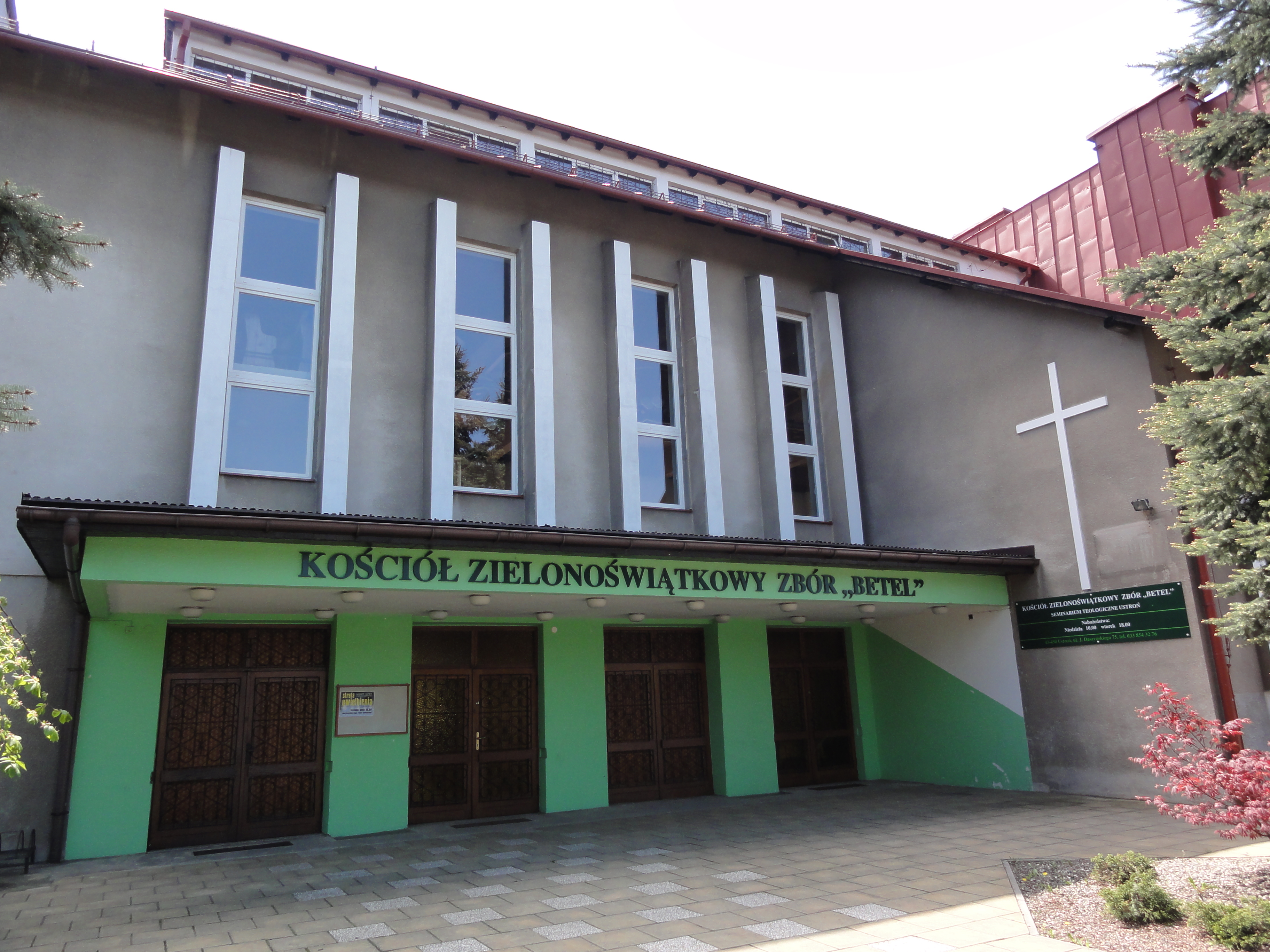
Zbór „Betel” w Ustroniu

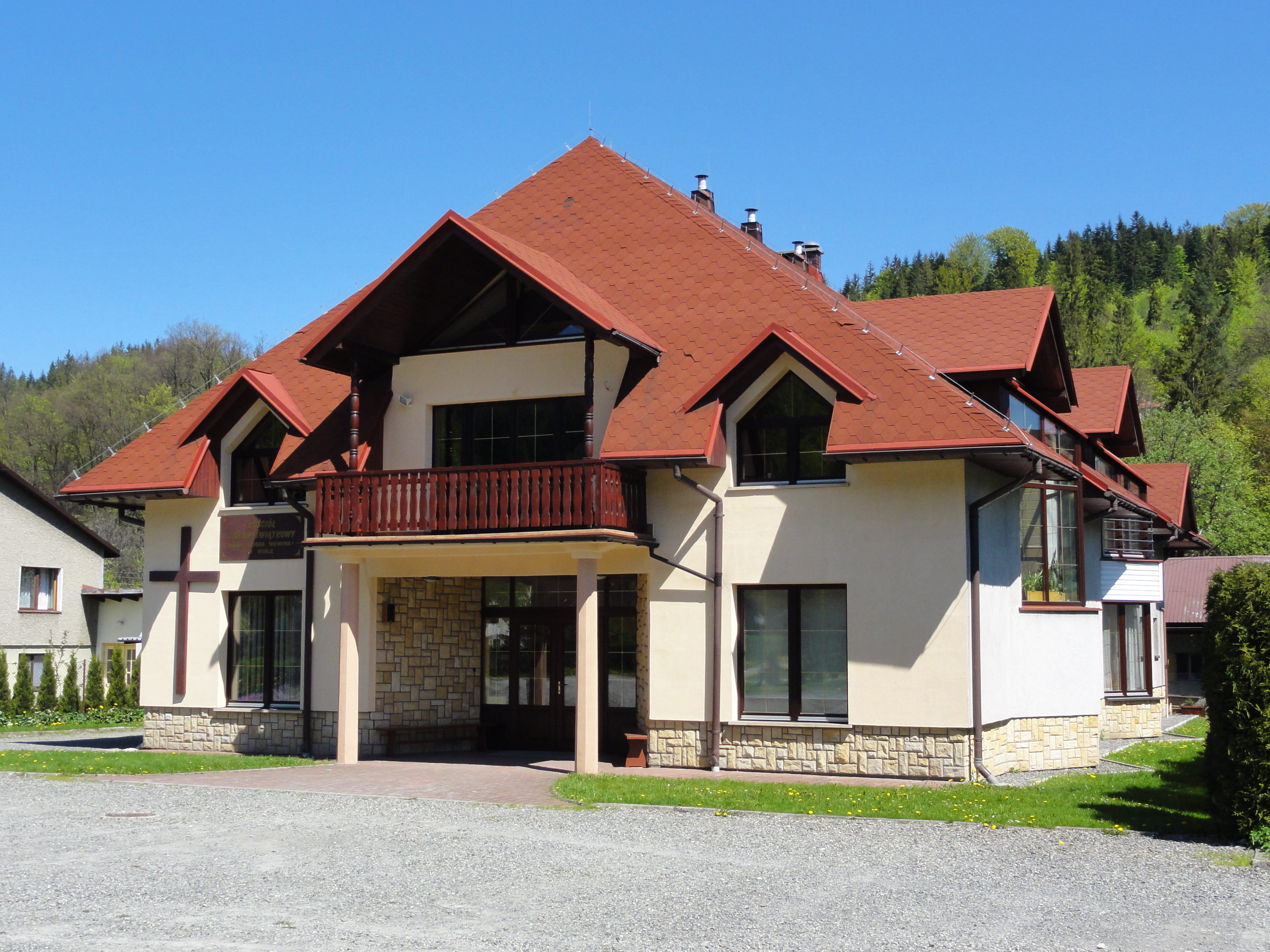
Zbór „Dobra Nowina” w Wiśle-Nowej Osadzie

Okręg południowy – okręg Kościoła Zielonoświątkowego w RP, liczący 38 zborów zrzeszonych w ramach trzech dekanatów, obejmujących województwa małopolskie i śląskie. Okręg liczy 3385 wiernych, zaś przeciętna osób uczestniczących w nabożeństwach wynosi 5 tysięcy.

## Władze
W skład Rady Okręgu wchodzą:
- Prezbiter okręgowy – pastor Edward Lorek
- Członkowie Prezydium – pastor Marian Suski, pastor Piotr Nowak
- Okręgowi liderzy młodzieży – Małgorzata i Dominik Tomaszewscy
- Dziekani: 
  - Dziekan krakowski: pastor Paweł Sochacki
  - Dziekan bielski: pastor Michał Hydzik
  - Dziekan katowicki: pastor Ryszard Wołkiewicz

## Struktura

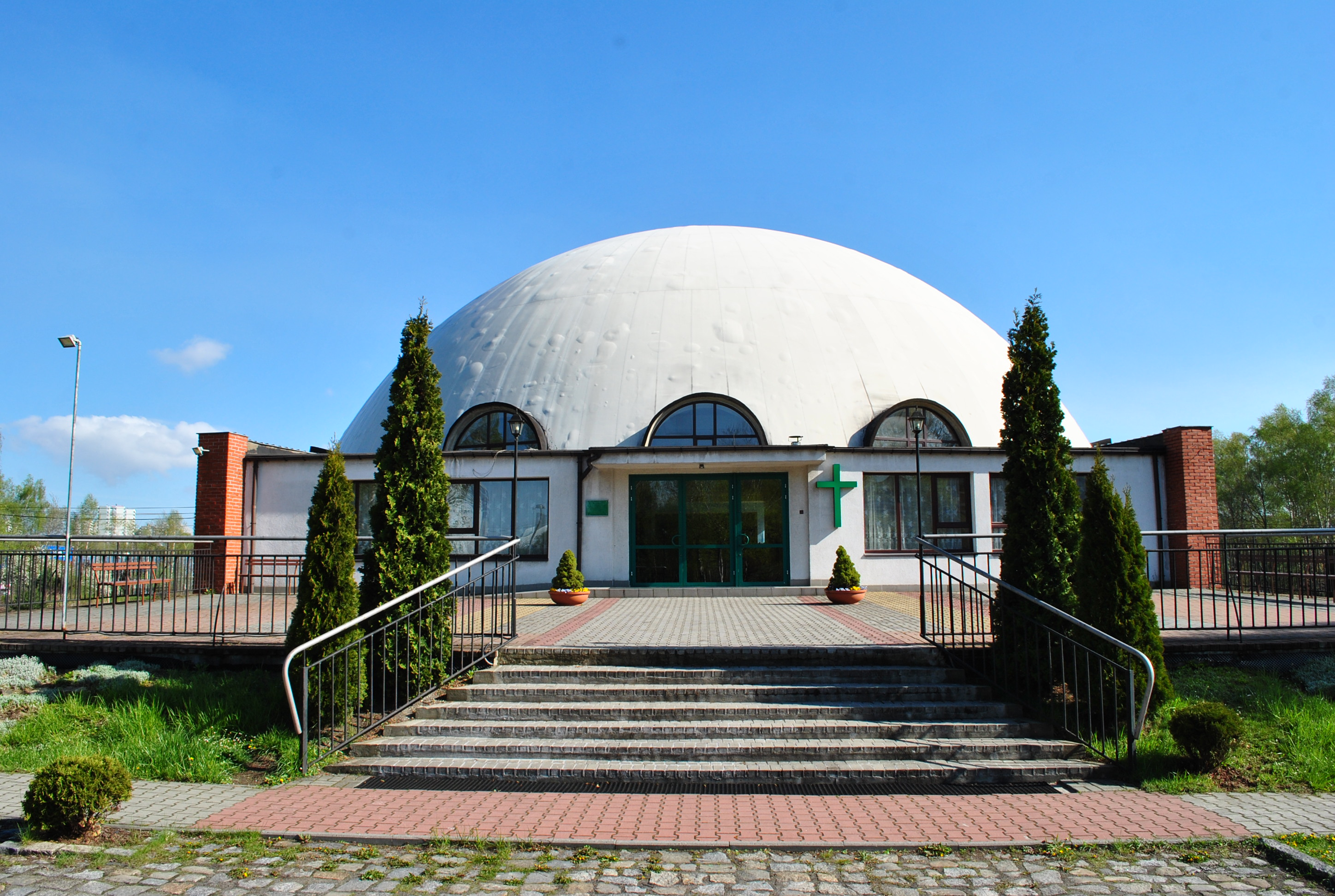
Zbór „Betania” w Katowicach

Lista zborów okręgu południowego (w nawiasie nazwa zboru):

### Dekanat katowicki
- zbór w Będzinie
- zbór w Częstochowie („Hosanna”)
- zbór w Częstochowie („OdNowa”)
- zbór w Gliwicach („Arka”)
- zbór w Jaworznie („Betel”)
- zbór w Katowicach („Betania”)
- zbór w Katowicach („Serce Metropolii”)
- zbór w Kluczach („Samarytanin”)
- zbór w Lublińcu („Skała”)
- zbór w Mysłowicach („Genezaret”)
- zbór w Myszkowie („Filadelfia”)
- zbór w Olkuszu („Arka”)
- zbór w Raciborzu („Betezda”)
- zbór w Tarnowskich Górach
- zbór w Zawierciu („Ebenezer”)

### Dekanat bielski
- zbór w Andrychowie
- zbór w Bielsku-Białej („Filadelfia”)
- zbór w Cieszynie („Elim”)
- zbór w Czechowicach-Dziedzicach („Nowe Życie”)
- zbór w Hażlachu
- zbór w Jastrzębiu Zdroju („Oaza Miłości”)
- zbór w Oświęcimiu („Salem”)
- zbór w Rybniku („Betel”)
- zbór w Skoczowie („Wspólnota Ewangelii”)
- zbór w Ustroniu („Betel”)
- zbór w Wiśle („Syloe”)
- zbór w Wiśle-Nowej Osadzie („Dobra Nowina”)
- zbór w Wodzisławiu Śląskim („Filadelfia”)
- zbór w Żorach („Elim”)
- zbór w Żywcu
- zbór w Żywcu („Kościół w Drodze”)

### Dekanat krakowski
- zbór w Gorlicach („Syloe”)
- zbór w Krakowie („Betlejem”)
- zbór w Krakowie („Kościół Dla Miasta Krakowa”)[1]
- zbór w Krakowie-Nowej Hucie
- zbór w Krynicy-Zdroju
- zbór w Krzeszowicach („Słowo Życia”)
- zbór w Nowym Sączu („Chwały Bożej”)
- zbór w Nowym Targu („Elim”)
- zbór w Skawinie („Syloe”)